# (4257) Ubasti
(4257) Ubasti ist ein erdnaher Asteroid des Apollo-Typs, der am 23. August 1987 von der US-amerikanischen Astronomin Jean Mueller am Palomar-Observatorium (Sternwarten-Code 675) in Kalifornien entdeckt wurde.
Der Asteroid ist nach Ubasti, der in der ägyptischen Mythologie als Katze dargestellten Tochter des Sonnengottes Re, benannt.